# Mogra Badshahpur
Mogra Badshahpur (también conocido como Mungra Badshahpur) es un pueblo y nagar Panchayat situado en el distrito de Jaunpur en el estado de Uttar Pradesh (India). Su población es de 20004 habitantes (2011). 

## Demografía
Según el censo de 2011 la población de Jafarabad era de 20004 habitantes, de los cuales 10300 eran hombres y 9704 eran mujeres. Mogra Badshahpur tiene una tasa media de alfabetización del 82,92%, superior a la media estatal del 67,68%: la alfabetización masculina es del 89,67%, y la alfabetización femenina del 75,76%.